# Danny Green (attore)
Danny Green (Londra, 26 maggio 1903 – 1973) è stato un attore inglese.
Attore caratterista, girò nella sua carriera, durata quarant'anni, circa una settantina di film, tra cinema e televisione. Viene ricordato soprattutto per il suo ruolo di One-Round, il pugile suonato de La signora omicidi. Fu anche attore teatrale.

## Filmografia parziale
- The Crooked Billet, regia di Adrian Brunel (1929)
- Arrivano i gangsters (Crime Over London), regia di Alfred Zeisler (1936)
- Fuoco a mezzanotte (Midnight Menace), regia di Sinclair Hill (1937)
- La ballerina dei gangsters (Gangway), regia di Sonnie Hale (1937)
- Jericho, regia di Thornton Freeland (1937)
- La tragedia del K2 (Non-Stop New York), regia di Robert Stevenson (1937)
- Il delatore (The Squeaker), regia di William K. Howard (1937)
- Hey! Hey! USA, regia di Marcel Varnel (1938)
- La Madonna delle sette lune (Madonna of the Seven Moons), regia di Arthur Crabtree (1945)
- I contrabbandieri (The Man Within), regia di Bernard Knowles (1947)
- Ragazze perdute (Good-Time Girl), regia di David MacDonald (1948)
- Segreto di stato (State Secret), regia di Sidney Gilliat (1950)
- Quel bandito sono io (Her Favourite Husband), regia di Mario Soldati (1950)
- Alto comando: operazione uranio (Mister Drake's Duck), regia di Val Guest (1951)
- Passaporto per l'oriente (A Tale of Five Cities), regia di Romolo Marcellini, Emil E. Reinert (1951)
- La morte colpisce a tradimento (Whispering Smith Hits London), regia di Francis Searle (1952)
- Riso tragico (Laughing Anne), regia di Herbert Wilcox (1953)
- Domani splenderà il sole (A Kid for Two Farthings), regia di Carol Reed (1955)
- La signora omicidi (The Ladykillers), regia di Alexander Mackendrick (1955)
- La settima onda (Seven Waves Away), regia di Richard Sale (1957)
- International Police (Interpol), regia di John Gilling (1957)
- Il 7º viaggio di Sinbad (The 7th Voyage of Sinbad), regia di Nathan Juran (1958)
- Sentenza che scotta (Beyond This Place), regia di Jack Cardiff (1959)
- Il primo uomo sulla Luna (Man in the Moon), regia di Basil Dearden (1960)
- La signora sprint (The Fast Lady), regia di Ken Annakin (1962)
- Il castello maledetto (The Old Dark House), regia di William Castle (1963)
- Ci divertiamo da matti (Smashing Time), regia di Desmond Davis (1967)